# Dirk Lippits
Dirk Reinier Lippits (Geldrop, 3 mei 1977) is een Nederlandse roeier. Hij vertegenwoordigde Nederland bij verschillende internationale wedstrijden. Tweemaal nam hij deel aan de Olympische Spelen en won hierbij in totaal één medaille.
Lippits begon met roeien in 1995. In 2000 maakte hij op 23-jarige leeftijd zijn olympisch debuut op de Olympische Spelen van Sydney. De roeiwedstrijden vonden plaats op het Regatte Centre van Penrith Lake. Lippits nam deel in de dubbelvier, samen met Jochem Verberne, Diederik Simon en Michiel Bartman. Het Nederlandse viertal drong via de eliminaties (2e in 5.54,57) en de halve finale (2e in 5.47,80) door tot de finale. Daar finishten ze als tweede met een tijd van 5.47,91 achter het Italiaanse team, dat de wedstrijd won in 5.45,56.
Vier jaar later, op de Olympische Spelen van Athene nam Lippits deel aan het onderdeel skiff. Ditmaal was hij minder succesvol en moest hij met een 6.58,20 in de C-finale genoegen nemen met een zestiende plaats.
In zijn actieve tijd was Lippits aangesloten bij de Eindhovense studentenroeivereniging Thêta. Naast roeien doet hij ook aan atletiek.

## Palmares

### roeien (skiff)
- 2002: 7e Wereldbeker I - 7.10,03
- 2002: 5e Wereldbeker II - 7.00,43
- 2002: 6e Wereldbeker III - 6.56,94
- 2002: 5e WK - 6.47,18
- 2003: 7e Wereldbeker I - 7.01,83
- 2003: DNS - Wereldbeker III
- 2003: 9e WK - 7.03,50
- 2004: 19e Wereldbeker I - 6.57,39
- 2004: 11e Wereldbeker II - 7.46,42
- 2004: 16e OS - 6.58,20
- 2005: DNF Wereldbeker II
- 2005: 15e Wereldbeker III - 7.13,79
- 2006: 8e Wereldbeker I - 7.10,32
- 2006: 9e Wereldbeker III - 7.06,21
- 2007: 14e Wereldbeker II - 7.00,33

### roeien (dubbeltwee)
- 1998: 12e Wereldbeker III - 6.49,98

### roeien (dubbelvier)
- 1998: 5e Wereldbeker II - 5.49,91
- 1999: 4e Wereldbeker I - 6.12,36
- 1999: 4e Wereldbeker III - 5.51,61
- 1999: 4e WK - 6.30,80
- 2000:  Wereldbeker I - 6.07,95
- 2000:  Wereldbeker III - 5.51,44
- 2000:  OS - 5.47,91
- 2001:  Wereldbeker II - 6.02,47
- 2001:  Wereldbeker IV - 6.12,29
- 2001:  WK - 5.42,64
- 2007: 14e Wereldbeker III - 6.00,44

Michiel Bartman · 
Dirk Lippits · 
Diederik Simon · 
Jochem Verberne